# 이라크 이슬람 최고평의회
이라크 이슬람 최고평의회(아랍어: المجلس الأعلى الإسلامي العراقي 알마즐리스 알알라 알이슬라미 알이라키[*], 영어: Islamic Supreme Council of Iraq, ISCI·SIIC)는 이라크의 시아파 계열의 이슬람주의 정당이다. 이전 명칭은 이라크 이슬람 혁명 최고위원회(아랍어: المجلس الاعلى للثورة الاسلامية في العراق)이었다.
이 당은 이라크의 시아파와 그들의 동료인 이웃나라 이란의 종교학자들로 이루어져 있다.
1980년대 사담 후세인 정권에 저항하다 이란으로 망명한 모하마드 바키르 알하킴이 마찬가지로 이란에 망명한 시아파 울레마들을 모아 결성하고 이란의 지원을 받아 군사부문부터 사회사업부문까지 보유하는 대규모 국외 반정부조직으로 발전했다.
SCIRI는 1982년, 이슬람 다와당의 사담 후세인 암살시도가 실패한 후 벌어진 다와당 학살 후 설립되었다. SCIRI는 주로 테헤란에 기반을 두고 있었으며, 이란-이라크 전쟁 동안 이란은 SCIRI를 이라크 이슬람 공화국 정부로 인정하였다.
SCIRI의 이데올로기는 호메이니의 이데올로기에 밀접히 관련되어 있으며, 마찬가지로 울레마를 통해 정부를 통제하는 것을 지지하는 다와당의 것보다도 이란 모델에 훨씬 가깝다.
2003년 이라크 침공 후 사담 정권이 무너지자, SCIRI는 다른 시아파 정당들과 밀접히 협력하며 빠르게 부상했다. 당 지도부는 당의 이념에 대한 목소리를 낮추고 민주적이고 평화적인 협력을 약속하였다. SCIRI의 권력기반은 시아파가 다수를 차지하고 있는 남부 이라크이다. 이들은 여전히 당의 무장세력 바드르 여단을 보유하고 있으며, 그 수는 4,000명에서 10,000명 사이로 추정된다. 이들의 바그다드 사무실은 바트당 정권의 부총리 타리크 아지즈 소유의 저택에 자리잡고 있다.
아야톨라 모하마드 바키르 알하킴이 2003년 8월까지 SCIRI를 이끌었으나, 그가 암살된 후 현재는 그의 동생 압둘 아지즈 알하킴이 지도자이다.
아야톨라 알하킴은 2003년 8월 29일 이라크 도시 나자프에서 차량폭탄공격으로 살해되었다. 차량폭탄은 그가 나자프의 이맘 알리 사원에서 금요 예배를 마치고 나오는 순간 폭발하였다. 현재까지 이 공격을 감행했다고 주장하는 단체는 없으나, 많은 사람들이 이것을 종파 분쟁이라고 믿고 있다.
2005년 1월 30일에 실시된 총선(2005년 이라크 제헌의회 선거 참조)에서 SCIRI는 유나이티드 이라크연맹을 주도하여 통합 공천자 명단에 합류하였다. 그러나 같은 날 치러진 일부 주의회 선거에는 별도의 공천자 명단(2005년 니네베 주의회 선거 참조)을 내놓기도 하였다.

## 같이 보기
- 이슬람 민주주의 정당 목록